# Affektív pszichológia
Az affektus szótári jelentése: érzelmi fellobbanás, indulat (Juhász, Szőke és mtsai 1972.) A pszichológia szakirodalmában azonban ennél lényegesen tágabb értelemben használatos. Sokan tévesen az érzelem szinonimájaként használják a kifejezést, még a magyar szóhasználatban is gyakran azonosnak tekintik a két fogalmat. Az affektus kifejezés Ben Ze'ev (2000) szerint magában foglalja az érzelmek, érzések, hangulatok és affektív reakciók teljes panorámáját.[forrás?]

## Az affektív jelenségek
Az affektív tudomány kézikönyvében 6 területet sorolnak fel a leggyakrabban tanulmányozott affektív jelenségek közé: 
- emóció (érzelem): agyi, vegetatív és viselkedéses válaszok összehangolt, viszonylag rövid epizódjai, amelyek serkentik az organizmus válaszát egy külső vagy belső jelentős eseményre
- érzés, érzet: az emóciók szubjektív reprezentációja, amely az érzelem bármely komponensét tükrözheti. Általában az érzelem kellemes-kellemetlen voltát emeli ki.
- hangulat: diffúz affektív állapot, amely az érzelemnél gyakran kisebb intenzitású, ám hosszabb ideig tart; rendszerint nem kapcsolódik koherens mintázatba szerveződő érzelemkifejezésekkel, és néha nyilvánvaló ok nélkül jelenik meg
- attitűd: értékelő viszonyulást jelent egy tárggyal (személy, fizikai tárgy, társadalmi intézmény, csoport, eszme) kapcsolatban, viszonylag tartós belső reprezentáció
- affektív stílus: viszonylag stabil diszpozíciók, amelyek arra indítják a személyt, hogy adott tárgyakat, személyeket, jelenségeket bizonyos érzelmi minőségek szerint és/vagy affektív dimenziók mentén észleljen és válaszoljon rájuk
- temperamentum: olyan meghatározott affektív stílus, melynek genetikai alapja van, időben stabil jellemző és az élet során korán (csecsemőkorban) tetten érhető.

Davidson és munkatársai hangsúlyozzák, hogy ezek a jelenségek átfedhetnek (például ellenséges hangulatban nagy a düh átélésének valószínűsége), így megkülönböztetésük nem feltétlenül jelenti azt, hogy eltérő idegrendszeri alapokon működnek (például a félelem szabályozásának alapjául szolgáló neurális mechanizmus részben a szorongásos hangulat vagy affektív stílus hátterében is áll) (Davidson et al., 2003). 

## Affektív rendellenességek
Oatley és Jenkins (1996/2001) a hangulatzavarokat (depresszió, mánia) és a szorongásos zavarokat is az affektív jelenségek spektrumába sorolja, ám a BNO-10 (1995/1996) és DSM-IV (1994/1997) meghatározása szerint ezek affektív rendellenességek. Ezek az affektus szabályozásának zavarát jelentik, melyek hetekig, hónapokig vagy akár évekig is elhúzódhatnak.

## Az affektív pszichológia forradalma (az affektív tudomány kialakulása)
1. A hosszú elhanyagolás utáni visszacsapás: A 20. század vezető pszichológiai irányzatai kezdetben nem foglalkoztak az affektív jelenségekkel. Az 1960-as években a kognitív pszichológia ugyan teljesen elhanyagolta a motivációs és az érzelem témakörét, azonban a pszichológia alkalmazott területei egyre inkább igényelték a motivációs koncepciókat.
2. Kísérleti bizonyítékok az érzelmek és hangulatok kogníciót, viselkedést és döntéseket befolyásoló hatásáról (pl Johnson és Tversky (1983), hipnóziskutatás (Bower)).
3. Az evolúciós pszichológiai paradigma kialakulása (Barkow, Cosmides, Tooby 1992): a lelki jelenségek adaptív jelentőségét emelte ki.
4. Az idegtudomány fejlődése - az affektív idegtudomány megjelenése, melynek eredményeképp bizonyítékok születtek az amygdala és más kéreg alatti struktúrák a tudattalan érzelmi feldolgozásban betöltött szerepével kapcsolatban (Armony, LeDoux 2000).
5. Az 1980-as évekre teszik az affektív forradalom kezdetét.
6. Az affektív tudomány formális zászlóbontásának tartják a 2003-ban megjelent affektív tudomány kézikönyvét (Davidson, Scherer és Goldsmith).

Az affektív forradalom megváltoztatta a pszichológia emberképét és új szemléletet hozott magával, mert felismerte az affektív folyamatok adaptív jelentőségét többek között az egyén erőforrásainak mozgósításában, mely segíthet a betegségből való kigyógyulásban és az egészség megtartásában, a személyiség fejlődésében, a társas interakciók gördülékennyé tételében, a csoportfolyamatok szabályozásában és a szaporodás sikereségében is.